# アランディック諸語
アランディック諸語（アランディックしょご）はオーストラリアのアボリジニ言語の一つで、パマ・ニュンガン語族のアランディック・トゥラ・ユラ諸語に属する。下位言語はアレンテ語とカイテチェ語。これら2つの言語に関連性が証明されたのはKoch(2006)による比較再構築(en)による。

## 下位言語
- カイテチェ語
- アレンテ語
  - 上アレンテ語
  - 下アレンテ語